# Liste von Herrschern namens Ludwig
Ludwig ist der deutsche, männliche Vorname einer Anzahl von Herrschern. Zu der Auflistung gehören auch französische (Louis), spanische (Luis), italienische (Ludovico) ... Herrscher.
Das Ordnungsschema der Auflistung ist als Kommentar im Quelltext am Kopf des Artikels  dokumentiert und über die Funktion „Bearbeiten“ (Symbol: Schreibstift) einsehbar.

## Ludwig
- Ludwig (Sizilien), König (1342–1355)
- Ludwig (Etrurien), König von Etruria (1801–1803)
  - Ludwig von Burgund, Fürst von Achaia (1313–1316)
  - Ludwig von Anhalt-Köthen-Pleß, Fürst (1830–1841)
  - Ludwig von Bar, Herzog (1415–1419)
  - Ludwig (Savoyen) (Ludwig der Ältere) Herzog von Savoyen (1440–1465)
  - Ludwig von Savoyen (Ludwig der Jüngere), Mitkönig von Zypern (1459–1460)
  - Ludwig (Württemberg), der Fromme, Herzog (1568–1593)
  - Ludwig (Blois), Graf von Blois (1191–1205)
    - Ludwig (Ravensberg) († 1249), Graf von Ravensberg
    - Ludwig von Brandenburg (1666–1687), Markgraf von Brandenburg
    - Ludwig von Neapel-Sizilien (1838–1886), Graf von Trani und Prinz von Neapel-Sizilien

### Ludwig I.
- Ludwig I. (Fränkisches Reich), der Fromme, römischer Kaiser (813–840)
  - Ludwig I. (Ungarn), der Große, König (1342–1382)
  - Ludwig I. (Anjou), Graf und König von Neapel (1382–1384)
  - Ludwig I. (Spanien), König (1724)
  - Ludwig I. (Holland), König (1806–1810) ist Louis Bonaparte
  - Ludwig I. (Bayern), König (1825–1848)
  - Ludwig I. (Portugal), König (1861–1889)
    - Ludwig I. (Baden), Großherzog (1818–1830)
    - Ludwig I. (Hessen-Darmstadt), Großherzog (1806–1830)
      - Ludwig I., der Kelheimer, Herzog von Bayern (1173–1231)
      - Louis I. de Bourbon, Herzog (?–1342)
      - Ludwig I. (Orléans-Longueville), Herzog (1480–1516)
      - Louis I. de Bourbon, prince de Condé (Fürst von Condé; 1530–1569), französischer Feldherr und Begründer des Hauses Condé
      - Ludwig I. (Thüringen), Landgraf (1130–1140)
      - Ludwig I. (Hessen), Landgraf (1413–1458)
        - Ludwig I. (Anhalt-Köthen), Fürst (1606–1650)
        - Ludwig I. (Monaco), Fürst (1662–1701)
          - Ludwig I. (Arnstein), Graf (1067–1084)
          - Ludwig I. (Württemberg), Graf (1136–1158)
          - Ludwig I. (Blois), Graf von Blois und Dunois (1342–1346)
          - Ludwig I. (Waadt) (Ludwig von Savoyen; * nach 1253, † 1302), erster Herr der Waadt
          - Ludwig I. (Flandern), Graf (1322–1346)
          - Ludwig I. (Württemberg-Urach), Graf (1419–1450)
          - Ludwig I. (Ziegenhain) († 1229), Graf von Ziegenhain und ab 1205 auch von Nidda

- Ludwig I. (Polen) (1326–1382) ist: Ludwig I. (Ungarn)
- Ludwig I. (Brandenburg) (1315–1361) ist: Ludwig V. (Bayern)

### Ludwig II.
- Ludwig II. (Italien), Kaiser (855–875)
  - Ludwig II., der Deutsche, König im Ostfrankenreich (840–876)
  - Ludwig II. (Frankreich), der Stammler, König (877–879)
  - Ludwig II. (Anjou), König von Neapel und Graf der Provence (1384–1417)
  - Ludwig II. (Böhmen und Ungarn), König von Ungarn und Böhmen (1516–1526)
  - Ludwig II. (Bayern), König (1864–1886)
    - Ludwig II. (Brandenburg), der Römer, Kurfürst (1351–1365)
    - Ludwig II. (Hessen-Darmstadt), Großherzog von Hessen (1830–1848)
    - Ludwig II. (Baden), Großherzog von Baden (1852–1856)
    - Ludwig II., der Strenge, Herzog von Bayern (1253–1294)
    - Louis II. de Bourbon, Herzog (1356–1410)
    - Ludwig II. (Liegnitz) (auch Ludwig II. von Brieg; 1384–1436), von 1399 bis 1436 Herzog von Brieg und von 1419 bis 1436 Herzog von Liegnitz
    - Ludwig II. (Pfalz-Zweibrücken), Herzog (1514–1532)
      - Ludwig II. (Monaco), Fürst (1922–1949)
        - Ludwig II. (Arnstein) (* um 1073; † nach 1117), Graf im Einrichgau auf Burg Arnstein
        - Ludwig II. (Thüringen), der Eiserne, Landgraf (1140–1172)
        - Ludwig II. (Württemberg), Graf (1166–1181)
        - Ludwig II. (Blois), Graf von Blois und Dunois (1346–1372)
        - Ludwig II. (Flandern), Graf (1346–1384)
        - Ludwig II. (Württemberg-Urach), Graf (1450–1457)
        - Ludwig II. (Hessen), Landgraf (1458–1471)
        - Ludwig II. (Nassau-Weilburg), Graf (1593–1627)
        - Ludwig II. (Waadt) (Ludwig von Savoyen; * zwischen 1283 und 1293; † 1349), Herr der Waadt
        - Ludwig II. (Wittgenstein), Graf zu Sayn-Wittgenstein-Wittgenstein (1607–1634)

### Ludwig III./IV.
Ludwig III.
- Ludwig III.  der Blinde, fränkischer Kaiser (901–905) und König von Niederburgund (887–924)
  - Ludwig III. (Ostfrankenreich), der Jüngere, König (876–882)
  - Ludwig III. (Frankreich), König (879–882)
  - Ludwig III. (Anjou), Graf und König von Neapel (1403–1434)
  - Ludwig III. (Bayern), König (1913–1918)
    - Ludwig III. (Niederbayern), Herzog von Niederbayern-Landshut (1269–1296)
    - Ludwig III. (Liegnitz-Lüben) (* vor 1405; † 1441), von 1420 bis 1423 Herzog von Ohlau und Nimptsch; von 1431 bis 1441 Herzog von Lüben und Haynau
    - Ludwig III. (Hessen-Darmstadt), Großherzog von Hessen (1848–1877)
      - Ludwig III. (Thüringen), der Fromme, Landgraf (1172–1190)
      - Ludwig III. (Württemberg), Graf (1194–1226)
      - Ludwig III. (Burgund), Graf (1382–1384) war Ludwig II. (Flandern)
      - Ludwig III. (Pfalz), Pfalzgraf und Kurfürst (1410–1436)

Ludwig IV.
- Ludwig IV. (HRR), der Baier, Kaiser (1314–1347)
  - Ludwig IV., das Kind, Ostfränkischer König (900–911)
  - Ludwig IV. (Frankreich), der Überseeische, König (936–954)
    - Ludwig IV. (Hessen-Darmstadt), Großherzog von Hessen (1877–1892)
      - Ludwig IV. (Thüringen), der Heilige, Landgraf (1217–1227)
      - Ludwig IV. (Pfalz), Pfalzgraf und Kurfürst (1436–1449)
      - Ludwig IV. (Hessen-Marburg), Landgraf (1567–1604)

- Ludwig IV. (Bayern) ist: Ludwig IV. (HRR)

### Ludwig V./VI./VII.
Ludwig V.
- Ludwig V. (Frankreich), der Faule, König (986–987)
  - Ludwig V. (Pfalz), Kurfürst (1508–1544)
    - Ludwig V. (Hessen-Darmstadt), der Getreue, Landgraf (1596–1626)
    - Ludwig V. (Bayern), der Ältere, der Brandenburger, Herzog (1347–1361)

Ludwig VI.
- Ludwig VI. (Frankreich), le Gros, König (1108–1137)
  - Ludwig VI. (Pfalz), Kurfürst (1576–1583)
    - Ludwig VI. (Bayern), der Römer, (1330–1365), Herzog von Oberbayern, Kurfürst von Brandenburg.
    - Ludwig VI. (Hessen-Darmstadt), Landgraf (1661–1678)

Ludwig VII.
- Ludwig VII. (Frankreich), der Jüngere, König (1137–1180)
  - Ludwig VII. (Bayern), der Bärtige, Herzog von Bayern-Ingolstadt (1413–1473)
    - Ludwig VII. (Hessen-Darmstadt), Landgraf (1678)

### Ludwig VIII./…
Ludwig VIII.
- Ludwig VIII. (Frankreich), der Löwe, König (1223–1226)
  - Ludwig VIII. (Bayern), der Jüngere, Herzog von Bayern-Ingolstadt (1443–1445)
    - Ludwig VIII. (Hessen-Darmstadt), Landgraf (1739–1768)

Ludwig IX.
- Ludwig IX. (Frankreich), der Heilige (Saint-Louis), König (1226–1270)
  - Ludwig IX. (Bayern), der Reiche, Herzog von Bayern-Landshut (1450–1479)
    - Ludwig IX. (Hessen-Darmstadt) Landgraf (1768–1790)

Ludwig X. bis XVIII.
- Ludwig X. (Frankreich), le Hutin, König (1314–1316)
  - Ludwig X. (Bayern), Herzog (1508–1545)

- Ludwig X. (Hessen-Darmstadt) ist: Ludwig I. (Hessen-Darmstadt)

- Ludwig XI., König von Frankreich (1461–1483)
- Ludwig XII., König von Frankreich (1498–1515)
- Ludwig XIII., König von Frankreich (1610–1643)
- Ludwig XIV., der Sonnenkönig, König von Frankreich (1643–1715)
- Ludwig XV., König von Frankreich (1715–1774)
- Ludwig XVI., König von Frankreich (1774–1793)
- Ludwig XVIII., König von Frankreich (1814–1824)

## Ludwig …
- Ludwig (Anhalt-Köthen), Fürst (1812–1818)
- Ludwig Bonaparte, König von Holland (1806–1810)
- Ludwig der Springer, thüringischer Graf (1076–1123)

- Ludwig Eugen (Württemberg), Herzog (1793–1795)
- Ludwig Friedrich (Württemberg-Mömpelgard), Herzog (1617–1631)
- Ludwig Friedrich I. (Schwarzburg-Rudolstadt), Fürst (1710–1718)
- Ludwig Friedrich II. (Schwarzburg-Rudolstadt), Fürst (1793–1807)
- Ludwig Friedrich zu Castell-Remlingen, Graf (1732–1772)
- Ludwig Georg Simpert, Markgraf (1733–1761)
- Ludwig Günther I. (Schwarzburg-Rudolstadt), Fürst (1630–1646)
- Ludwig Günther II. (Schwarzburg-Rudolstadt), Fürst (1767–1790)
- Louis Joseph de Lorraine, Herzog (1664–1671)

- Ludwig Manin, Doge von Venedig (1789–1797)
- Louis-Philippe I., Bürgerkönig, König (1830–1848)
- Ludwig Rudolf (Braunschweig-Wolfenbüttel), Herzog von Braunschweig-Lüneburg (1731–1735)
- Ludwig Sforza, Herzog von Mailand (1494–1499)
- Ludwig Wilhelm (Baden-Baden), Türkenlouis, Markgraf (1669–1707)
- Ludwig (Hessen-Homburg), Landgraf (1829–1839)

- Louis Pekry von Petrovina, Bane von Kroatien (1532–1537)

## Kirchliche Herrscher
- Ludwig von Meißen, Erzbischof von Mainz (1374–1381), Erzbischof von Magdeburg (1381–1382), Bischof von Speyer (1366–1374)
- Ludwig I. von Wippra, Bischof und Regent (1169–1173)
- Ludwig II. (Münster) (Ludwig Landgraf von Hessen; * 1282 oder 1283; † 1357), seit 1310 Bischof von Münster und damit auch Landesherr des Hochstifts Münster
- Ludwig von Ravensberg (Bischof) (* ca. 1260; † 1308), Bischof im Bistum Osnabrück
- Ludwig von Braunschweig-Lüneburg (* um 1300; † 1346), seit 1324 Bischof von Minden
- Ludwig von Luxemburg (1391–1443), Bischof von Thérouanne und Ely, Erzbischof von Rouen
- Ludwig V. (Hersfeld) (1535/36–1588), Abt der Reichsabtei Hersfeld

## Nichtregenten
- Ludwig von Niederlothringen († um 1023)
- Louis Ferdinand de Bourbon, dauphin de Viennois (1729–1765)
- Ludwig XVII. (Frankreich), erklärter König
- Ludwig von Hessen-Darmstadt, Chef des Hauses (1937–1968)
- Ludwig XIX. (Frankreich), Abdankung kurz nach der seines Vaters Karl X. (Frankreich)
- Ludwig Philipp (Orléans), Herzog (1725–1785)
- Louis Philippe II. Joseph, Herzog von Orléans, Montpensier und Chartres (1752–1793)
- Ludwig I. (Orléans), Herzog (1392–?)
- Ludwig (Orléans), Herzog (1723–1752)